# JF-MS70
JF-MS70 var en sidemonteret mejetærsker udviklet af JF-Fabriken i Sønderborg. Den blev introduceret 1969. Den krævede blot en traktor med udtag. Den var meget populær i Sydamerika, især Brasilien. 